# 凱擘公司

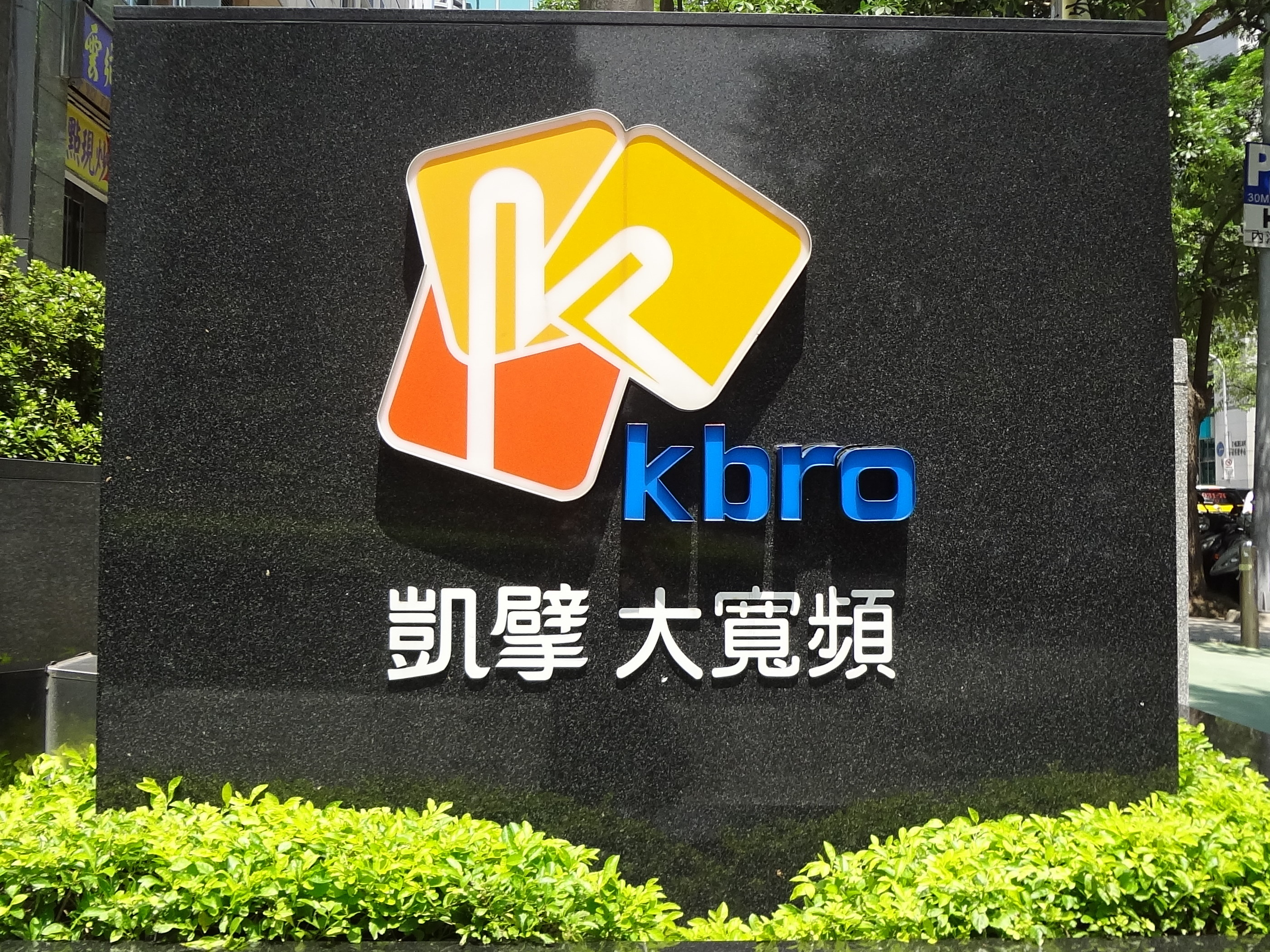
凱擘大寬頻標誌石碑

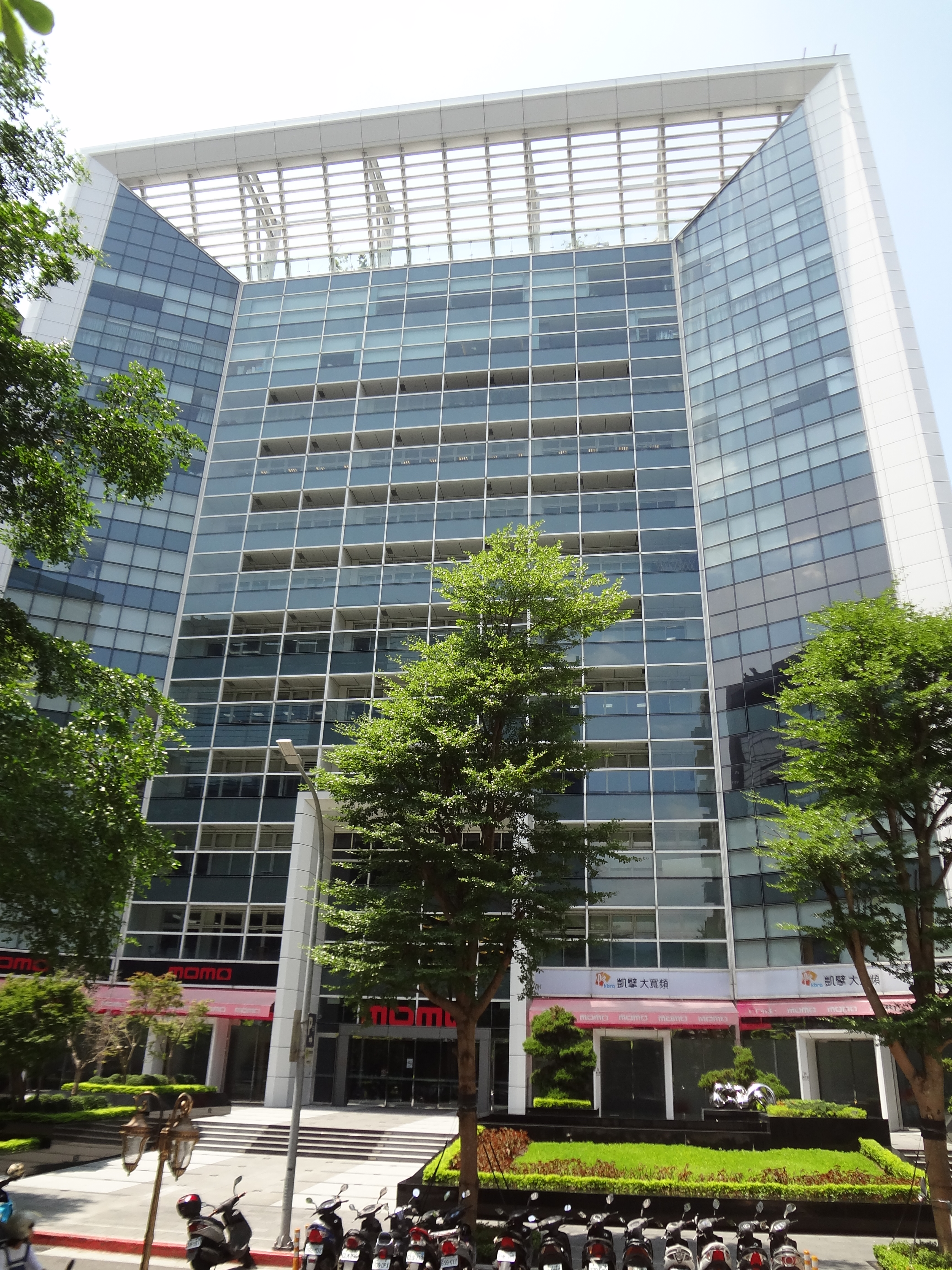
富邦Momo大樓，曾是富邦媒體科技與凱擘總部

凱擘股份有限公司（簡稱凱擘、kbro），是台灣的一家有線電視多系統業者（MSO）及網際網路供應商（ISP）。

## 歷史沿革
- 1995年，遠東倉儲（今东森国际）轉投資成立「东联先进多媒体股份有限公司」[1]。東森媒體集團成立後，東聯先進多媒體改名為「東森媒體科技股份有限公司」（EMC），經營纜線數據機上網及有線電視多系統經營業務。
- 2007年11月9日，因力霸案爆发，凱雷集團入主東森媒體科技，東森媒體科技改名為「凱擘股份有限公司」。
- 2009年9月16日，台灣大哥大與凱雷集團宣佈，台灣大哥大以5.89億股庫藏股與新台幣4億餘元現金對價併購凱擘，取得凱擘110萬用戶與東森電視、超級電視台等10個頻道代理權，並概括承受凱擘負債新台幣240億元。
- 2010年11月17日，國家通訊傳播委員會（NCC）通過富邦集團蔡氏兄弟以新台幣650億元收購凱擘股權。
- 2012年 推出數位有線電視「SuperMOD」，領先業界提供隨選視訊(VOD)服務。
- 2013年 推出120M光纖上網服務，後續不斷升級頻寬。
- 2014年 推出「HomeSecurity居家防護」服務，根據「2018台灣微智慧生活」調查，凱擘大寬頻的智慧家庭服務市占率領先有線電視產業。
- 2016年 由於大魯閣新時代購物中心之威秀影城租約到期，凱擘公司接手經營並改稱「凱擘影城」。
- 2017年 與台灣大哥大「MyVideo」結盟，提供串流影音服務，邁向數位影音新視界。
- 2019年 與Google合作，推出搭載Android TV且支援4K高畫質影像的「A1 Box」開放平台。
- 2020年 率先推出1G光纖上網＋Wi-Fi 6服務，可供裝範圍超過9成，讓高頻寬迅速普及家庭用戶。
- 2020年 HomeSecurity居家與店家防護服務領先業界導入「AI影像辨識」技術，提升安全監控功能。
- 2020年 與台灣大哥大合作推出「好速成双」方案，提供用戶行動通訊、家用寬頻一站購足、一條龍服務。
- 2021年 成為Disney+在台指定合作數位有線電視營運商。
- 2022年 推出「Wi-Fi滿屋+」上網方案，提供1G上網並免費升級3台Mesh Wi-Fi 6服務
- 2022年 推出「娛樂滿屋」方案，包含0元大電視、4K Android Box、GeForce NOW雲端遊戲三套餐，滿足每個家庭的娛樂生活。
- 2022年 由於受到COVID-19疫情影響，凱擘影城宣布停業，後由威秀影城接手恢復經營。

## 產品服務
有線電視
透過旗下12家區域有線電視系統台，提供各服務區域內收視戶有線電視、高畫質頻道之服務，同時供裝支援4K數位雙向機上盒，並搭配頭端4K解碼系統建置，已可接收4K高畫質影音。此外，有線電視系統除了提供頻道服務之外，互動資訊服務讓消費者可以進行各類資訊查詢、闔家共享影音內容、線上互動等活動。

光纖上網
提供全方位寬頻網際網路服務及電路出租之服務。在全數位化關類比作業後採用16x3 Channel Bonding（通道捆綁技術），將數個RF訊號合併使用（Channel bonding），擴展上行頻寬和下行頻寬，以提供用戶更高速頻寬上網的服務。

串流影音
提供搭載Android TV且支援4K高畫質影像的A1 Box開放平台，整合有線電視頻道及豐富的OTT影音，包括MyVideo、Disney+、HBO GO、Line TV等，一併提供聯網應用、視聽娛樂、線上遊戲、藍牙聲控等優質服務。A1 Box配備Google創新功能模組可提供Google 語音助理（藍牙遙控器）、Android Market （可下載多樣互動應用服務） 、Chromecast模組（行動裝置投放到電視） ，以滿足用戶使用需求。因應家庭語音助理機制興起，本公司也與google智慧音箱合作，推出電視管家服務，用戶可透過智慧音箱控制本公司數位機上盒。

安全監控
推出「HomeSecurity居家防護」、「HomeSecurity店家防護」服務，在106年度導入雲端錄影、智慧縮時等服務內容，藉以提升產品價值，提高服務內容！另外，針對店家的客戶，本公司持續提升監控服務，以現行的HomeSecurity店家防護加入「AI影像告警」及「監控服務竊盜損失補償費用」，提供店家用戶全方位的影像監控解決方案，升級為HomeSecurity AI店家防護服務。

智慧家庭
與台灣大智慧家庭服務合作，以TV為中心，提供用戶透過A1 Box的藍牙聲控遙控器手動或語音操控智慧裝置、查看設備狀態，出門也能用手機遠端控制智慧家電。首創連網設備（Cable Modem寬頻數據機）內建連網金鑰（Smarter Key），只要掃描QR code，按下Smarter Key 便可輕鬆串連家中各類智慧電器及設備，打造全戶智慧家庭環境，讓家更聰明、生活更簡單。

## 經營區域
- 台北市
  - 中山區：金頻道有線電視
  - 大安區：大安文山有線電視
  - 北投區：陽明山有線電視
  - 內湖區：新台北有線電視
- 新北市
  - 三重區：全聯有線電視
  - 新店區：新唐城有線電視
- 桃園市
  - 北區：北桃園有線電視
- 新竹市：新竹振道有線電視
- 台中市
  - 豐原區：豐盟有線電視
- 彰化縣
  - 北區：新頻道有線電視
- 台南市
  - 下營區：南天有線電視
- 屏東縣
  - 屏東區：觀昇有線電視

## 外部連結
- 凱擘大寬頻（页面存档备份，存于）（繁體中文）
- 凱擘大寬頻的Facebook專頁